# Nuoto ai campionati europei di nuoto 2020 - Staffetta 4x200 metri stile libero femminile
La staffetta 4x200 metri stile libero femminile dei campionati europei di nuoto 2020 si è svolta il 21 maggio 2021 presso la Duna Aréna di Budapest, in Ungheria.

## Podio
| Posizione | Oro                                                                  | Argento                                                                     | Bronzo                                                                             |
| --------- | -------------------------------------------------------------------- | --------------------------------------------------------------------------- | ---------------------------------------------------------------------------------- |
| Nazione   | Gran Bretagna                                                        | Ungheria                                                                    | Italia                                                                             |
| Atlete    | Lucy Hope Tamryn Van Selm Holly Hibbott Freya Anderson Emma Russell* | Zsuzsanna Jakabos Fanni Fábián Laura Veres Boglárka Kapás Evelyn Verrasztó* | Stefania Pirozzi Sara Gailli Simona Quadarella Federica Pellegrini Lisa Angiolini* |

## Record
Prima della manifestazione il record del mondo (RM), il record europeo (EU) e il record dei campionati (RC) erano i seguenti.
|  | 7'41"50 | Australia     | 25 luglio 2019 Gwangju |
|  | 7'45"51 | Gran Bretagna | 30 luglio 2009 Roma    |
|  | 7'50"53 | Italia        | 21 agosto 2014 Berlino |

## Risultati

### Batterie
Le batterie si sono svolte alle ore 11:04 (UTC+1).
| Pos. | Batteria | Corsia | Nazione       | Atleti | Tempo   | Note |
| ---- | -------- | ------ | ------------- | --- | ------- | ---- |
| 1    | 1        | 4      | Italia        | Stefania Pirozzi (2'00"01) Sara Gailli (2'00"90) Lisa Angiolini (2'01"18) Federica Pellegrini (1'57"74)                | 7'59"83 | Q    |
| 2    | 1        | 5      | Israele       | Lea Polonsky (2'02"67) Andrea Murez (1'57"31) Daria Golovaty (2'01"76) Anastasia Gorbenko (1'58"77)                    | 8'00"51 | Q    |
| 3    | 1        | 6      | Danimarca     | Marina Heller Hansen (2'00"64) Helena Rosendahl Bach (1'59"34) Amalie Søby Mortensen (2'00"43) Maj Howardsen (2'01"24) | 8'01"65 | Q    |
| 4    | 1        | 7      | Gran Bretagna | Lucy Hope (2'00"22) Tamryn van Selm (1'59"78) Holly Hibbott (2'00"51) Emma Russell (2'01"17)                           | 8'01"68 | Q    |
| 5    | 2        | 6      | Belgio        | Valentine Dumont (1'58"90) Kimberly Buys (2'01"78) Lana Ravelingien (2'00"84) Lotte Goris (2'00"21)                    | 8'01"73 | Q    |
| 6    | 1        | 3      | Ungheria      | Zsuzsanna Jakabos (1'59"87) Evelyn Verrasztó (2'01"18) Fanni Fábián (2'00"50) Laura Veres (2'00"95)                    | 8'02"50 | Q    |
| 7    | 2        | 3      | Polonia       | Aleksandra Knop (2'01"74) Aleksandra Polańska (1'59"84) Paulina Nogaj (2'02"40) Dominika Kossakowska (1'59"30)         | 8'03"28 | Q    |
| 8    | 2        | 5      | Francia       | Margaux Fabre (2'01"86) Océane Carnez (2'00"04) Lucile Tessariol (2'01"92) Assia Touati (1'59"54)                      | 8'03"36 | Q    |
| 9    | 2        | 7      | Slovenia      | Janja Šegel (2'00"64) Neža Klančar (2'01"99) Tjaša Pintar (2'01"65) Katja Fain (1'59"33)                               | 8'03"61 |      |
| 10   | 2        | 1      | Austria       | Cornelia Pammer (2'01"27) Lena Opatril (2'01"65) Lena Kreundl (2'07"57) Marlene Kahler (1'59"93)                       | 8'10"42 |      |
| 11   | 2        | 4      | Slovacchia    | Laura Benková (2'03"66) Zora Ripková (2'02"90) Tamara Potocka (2'01"79) Martina Cibulková (2'02"64)                    | 8'10"99 |      |
| 12   | 1        | 2      | Turchia       | Merve Tuncel (2'02"19) Beril Böcekler (2'03"07) Selen Özbilen (2'06"31) Deniz Ertan (2'06"05)                          | 8'17"62 |      |
| 13   | 2        | 2      | Portogallo    | Francisca Martins (2'03"69) Raquel Pereira (2'06"43) Diana Durães (2'05"57) Rita Frischknecht (2'05"94)                | 8'21"63 |      |

### Finale
La finale si è svolta il 21 maggio 2021 alle ore 19:49 (UTC+1).
| Pos.    | Corsia | Nazione       | Atleti | Tempo   | Note |
| ------- | ------ | ------------- | --- | ------- | ---- |
| Oro     | 6      | Gran Bretagna | Lucy Hope (1'58"45) Tamryn Van Selm (1'58"59) Holly Hibbott (1'59"71) Freya Anderson (1'56"40)                         | 7'53"15 |      |
| Argento | 7      | Ungheria      | Zsuzsanna Jakabos (1'59"34) Fanni Fábián (2'00"19) Laura Veres (1'59"23) Boglárka Kapás (1'57"50)                      | 7'56"26 |      |
| Bronzo  | 4      | Italia        | Stefania Pirozzi (1'59"63) Sara Gailli (1'59"94) Simona Quadarella (2'00"61) Federica Pellegrini (1'56"54)             | 7'56"72 |      |
| 4       | 8      | Francia       | Charlotte Bonnet (1'57"31) Océane Carnez (1'59"94) Lucile Tessariol (2'00"61) Assia Touati (2'00"06)                   | 7'59"45 |      |
| 5       | 3      | Danimarca     | Marina Heller Hansen (2'01"63) Helena Rosendahl Bach (1'58"50) Amalie Søby Mortensen (2'00"20) Maj Howardsen (2'01"00) | 8'01"33 |      |
| 6       | 1      | Polonia       | Aleksandra Knop (2'01"67) Aleksandra Polańska (1'59"10) Paulina Nogaj (2'02"62) Dominika Kossakowska (2'00"46)         | 8'03"85 |      |
| 7       | 2      | Belgio        | Valentine Dumont (1'58"61) Kimberly Buys (2'02"69) Lana Ravelingien (2'03"48) Lotte Goris (2'00"11)                    | 8'04"89 |      |
| 8       | 5      | Israele       | Daria Golovaty (2'01"71) Andrea Murez (1'59"26) Lea Polonsky (2'02"47) Anastasia Gorbenko (2'04"25)                    | 8'07"69 |      |